# Saint-Léger-aux-Bois (Seine-Maritime)
Saint-Léger-aux-Bois é uma comuna francesa na região administrativa da Normandia, no departamento de Sena Marítimo. Estende-se por uma área de 11,07 km². Em 2010 a comuna tinha 502 habitantes (densidade: 45,3 hab./km²).